# Pátio do Terço
Pátio do Terço fica em frente à Igreja de Nossa Senhora do Terço, no bairro de São José, no Recife, Pernambuco.

## História
Durante a presença holandesa no Recife, o conde Maurício de Nassau desejou atribuir uma cor moderna à cidade. Para tanto, ordenou a abertura de canais, a drenagem de terras alagadas, o levantamento de trincheiras com fossos e estacadas, entre outros, no local onde se encontra o Pátio do Terço.
Quando os holandeses foram expulsos, o lugar ficou sendo conhecido como "a estrada da cidade, para quem viesse do lado do continente".
Até as primeiras décadas do século XVIII, no começo da rua dos Copiares (chamada, hoje, de rua Cristóvão Colombo), existia um nicho, com uma imagem de Nossa Senhora, onde os viajantes se ajoelhavam e rezavam um terço à Virgem Santíssima. Como a localidade havia se tornado um ponto importante, a capela de Nossa Senhora do Terço foi ali erguida, na antiga rua dos Copiares.

## Turismo
Como parte dos festejos carnavalescos e culturais do Recife, o Pátio do Terço é palco, nas noites das segundas-feiras de carnaval, da cerimônia denominada Noite dos tambores silenciosos, que cultua a memória dos negros sacrificados em nossa terra.